# Operation Sledgehammer
Operation Sledgehammer var en plan for en invasion af Vesteuropa under 2. Verdenskrig. Planen, som især havde amerikanske støtte, blev vedtaget af den britiske premierminister Winston Churchill og den amerikanske præsident Franklin D. Roosevelt.
Det var kun meningen, at planen skulle bringes til udførelse i tilfælde af at den sovjetiske modstand mod de mod øst fremtrængende tyskere brød sammen eller blev afgørende svækket, eller hvis omvendt tyskerne brød sammen og man måtte forhindre en for vidtgående sovjetisk indtrængen i Europa. I denne sammenhæng ville USA opstille en hær på 1 mio. mand i Storbritannien indenfor rammerne af Operation Bolero.
Den amerikanske planlægningsstab, som var blevet sat på opgaven af general Dwight D. Eisenhower, gik ud fra en mulig landgang i sommeren 1942. Den skulle i første omgang udføres af britiske enheder, men skulle følges op af amerikanske forstærkninger. Datoen for angrebet skulle ligge mellem 15. juli og 1. august. Der skulle gennemføres 15 dages luftangreb inden angrebet, hvilket skulle føre til at der blev overført tyske fly fra Østfronten. Luftrummet over Den engelske kanal og kontinentets kyst mellem Dunkerque og Abbeville skulle bringes under allieret kontrol. Yderligere luftangreb skulle gennemføres mod kysterne i Holland, Belgien og Normandiet. 30 dage senere var det meningen at hovedangrebet skulle sættes ind, som skulle sikre kontrol over området nord for Seinen og Oise.
En senere udarbejdet revision af Operation Sledgehammer bestod ifølge de amerikanske planlæggere af en seks divisioner stærk landgangsstyrke, som skulle sættes over Kanalen til Cherbourg. Det brohoved som herefter skulle dannes havde som primær opgave at modtage forstærkninger og forsyninger fra Storbritannien og udgøre et stærkt befæstet depot, der kunne danne grundlag for et senere fremstød ind i det indre af Frankrig.
En underordnet operation, Operation Jupiter, var planlagt til at danne et yderligere brohoved i Norge.
Allerede i midten af juli 1942 mente briterne, at man skulle vælge et senere tidspunkt for en invasion. Den af dem foretrukne Operation Roundup skulle tidligst gennemføres i første halvdel af 1943.
Da den sovjetiske ledelse under Josef Stalin krævede en Anden front i Vesteuropa hurtigst muligt, var skuffelsen stor, da Churchill ved et møde i Moskva i midten af august 1942 bekendtgjorde beslutningen om at udskyde invasionen.